# خوسيه يواكيم كاردوسو دي ميلو نيتو
خوسيه يواكيم كاردوسو دي ميلو نيتو هو محامي وسياسي برازيلي، ولد في 19 يوليو 1883 في ساو باولو في البرازيل، وتوفي بنفس المكان في 20 يوليو 1965. نشط حزبياً في Democratic Party (Brazil, 1925–1934) ‏. وقد انتخب حاكم ولاية ساو باولو ‏.